# Ji Yi-soo
Ji Yi-soo (nacida el 26 de octubre de 1991 en Gimje, Corea del Sur; conocida desde 2025 con el nombre artístico de Ji Soo-yeon) es una actriz y modelo surcoreana. 

## Biografía
Nació el 26 de octubre de 1991 en Gimje, Jeolla del Norte.

## Carrera
Se unió a Pan Star Company como modelo.
Hizo su debut como actriz en el 2015 en el drama Mujeres crueles de la KBS2. 
Se destacó por su actuación en la serie Dear My Friends como Sang-sook. Luego apareció en varios dramas más como Doctores, Woman with a Suitcase, Solomon's Perjury y Cuando la camelia florece. 
También participó en películas como Cheer Up, Mr. Lee y Diva.
El 23 de febrero de 2022 se unió al elenco de la serie Sponsor donde da vida a Park Da-som, una mujer que vive en la pobreza y que tiene un hijo que padece una enfermedad incurable, por lo que se obsesiona para salvarlo a toda costa.
En agosto de 2025 firmó un contrato de representación exclusiva con Saram Entertainment. Al mismo tiempo adoptó el nombre artístico de Ji Soo-yeon.

## Filmografía

### Series de televisión
| Año     | Título                        | Papel                     | Notas              | Ref.          |
| ------- | ----------------------------- | ------------------------- | ------------------ | ------------- |
| 2015    | Mujeres crueles               | Jae-gyeong                |                    | [ 5 ]         |
| 2016    | The Unusual Family            | Lee Sa-ra                 |                    | [ 6 ]         |
| 2016    | Dear My Friends               | Sang-sook                 |                    | [ 7 ]         |
| 2016    | Doctores                      | Enfermera Yoo-byeol       |                    | [ 8 ]         |
| 2016    | Woman with a Suitcase         | Baek Jin-seok             |                    | [ 9 ]         |
| 2016-17 | Solomon's Perjury             | Profesora de aula         |                    | [ 10 ]        |
| 2018    | Login to You                  | Han-tei                   |                    | [ 11 ]        |
| 2019    | My Fellow Citizens!           | Detective Na              |                    | [ 12 ]        |
| 2019    | Cuando la camelia florece     | Jessica / Park Sang-mi    |                    | [ 13 ]        |
| 2022    | Sponsor                       | Park Da-som               |                    | [ 14 ] [ 15 ] |
| 2025    | El sinuoso camino del derecho | Exmujer de Yoon Seok-hoon | Aparición especial | [ 4 ]         |

### Películas
| Año  | Título                        | Papel                                    | Ref.          |
| ---- | ----------------------------- | ---------------------------------------- | ------------- |
| 2019 | Cheer Up, Mr. Lee             | Ji-an                                    | [ 16 ]        |
| 2020 | Diva                          | Representante de la agencia de Lee Yeong | [ 17 ]        |
| 2020 | Spirit: The Beginning of Fear | Han-joo                                  | [ 18 ]        |
| 2023 | Single in Seoul               | Miembro del equipo editorial             | [ 19 ] [ 20 ] |
| 2024 | Victory                       | Animadora de la escuela Hyundai Jungang  |               |